# 2016年リオデジャネイロオリンピックのチャイニーズタイペイ選手団
2016年リオデジャネイロオリンピックのチャイニーズタイペイ選手団（2016ねんリオデジャネイロオリンピックのチャイニーズタイペイせんしゅだん）は、2016年8月5日から8月21日にかけてブラジルのリオデジャネイロで開催された2016年リオデジャネイロオリンピックのチャイニーズタイペイ選手団、およびその競技結果。

## 概要
今大会は金メダル1個、銅メダル2個の合計3個のメダルを獲得した。
ウエイトリフティング女子53kg級では、許淑浄が2012年ロンドンオリンピックに続き金メダルを獲得し2連覇を達成した。

## 選手団
- 人員: 58人
- 開会式旗手: 汪亦岫

## メダル獲得者
| メダル | 名前                 | 競技                 | 種目       | 日付（現地） |
| ------ | -------------------- | -------------------- | ---------- | ------------ |
| 金     | 許淑浄               | ウエイトリフティング | 女子53kg級 | 8月8日       |
| 銅     | 郭婞淳               | ウエイトリフティング | 女子58kg級 | 8月9日       |
| 銅     | 雷千瑩 林詩嘉 譚雅婷 | アーチェリー         | 女子団体   | 8月8日       |

## 種目別選手・スタッフ名簿及び成績

### アーチェリー
- 余冠燐
  - （男子個人）1回戦敗退
  - （男子団体）1回戦敗退
- 林詩嘉
  - （女子個人）2回戦敗退
  - （女子団体） 銅メダル
- 譚雅婷
  - （女子個人）4回戦敗退
  - （女子団体） 銅メダル
- 雷千瑩
  - （女子個人）2回戦敗退
  - （女子団体） 銅メダル
- 高浩文
  - （男子個人）1回戦敗退
  - （男子団体）1回戦敗退
- 魏均コウ
  - （男子個人）2回戦敗退
  - （男子団体）1回戦敗退

### ウエイトリフティング
- 唐啓中（男子56kg級）248kg 4位
- 林子琦（女子63kg級）
- 潘建宏（男子69kg級）296kg　9位
- 許淑浄（女子53kg級）212kg   金メダル
- 郭婞淳（女子58kg級）231kg   銅メダル
- 陳士傑（男子105kg超級）棄権
- 陳韋陵（女子48kg級）181kg 7位

### 競泳
- 李炫諺（男子200m平泳ぎ）2分14秒84　34位　予選敗退
- 林ハイブン（女子50ｍ自由形）26秒41　49位　予選敗退

### ゴルフ
- 林文堂（男子ゴルフ）3ラウンド棄権
- 潘政琮（男子ゴルフ）30位
- 盧暁晴（女子ゴルフ）16位
- クン怡萍（女子ゴルフ）31位

### 自転車
- 蕭美玉（女子オムニアム）17位
- 黄亭茵（女子個人ロードレース）失格

### 射撃
- 余艾ビン
  - （女子エアピストル）378点　31位　予選敗退
  - （女子25mピストル精密射撃）288点　24位
  - （女子25mピストル速射射撃）577点　14位
- 呉佳穎
  - （女子エアピストル）380点　19位　予選敗退
  - （女子25mピストル精密射撃）284点　34位
  - （女子25mピストル速射射撃）572点　27位
- 林怡君（女子トラップ）62点　17位
- 楊昆弼（男子トラップ）110点　25位

### 柔道
- 蔡明諺（男子60kg級）２回戦敗退
- 連珍羚（女子57kg級）5位入賞

### セーリング
- 張浩（男子RSX級）28位

### 体操
- 李智凱（男子種目別跳馬）14.266点　31位

### 卓球
- 江宏傑（男子団体）1回戦敗退
- 荘智淵
  - （男子団体）1回戦敗退
  - （男子シングルス）3回戦敗退
- 陳建安
  - （男子団体）1回戦敗退
  - （男子シングルス）3回戦敗退
- 鄭怡静
  - （女子団体）1回戦敗退
  - （女子シングルス）準々決勝敗退
- 陳思羽
  - （女子団体）1回戦敗退
  - （女子シングルス）4回戦敗退
- 黄怡樺（女子団体）1回戦敗退

### テコンドー
- 劉威廷（男子80kg級）準々決勝敗退
- 荘佳佳（女子67kg級）3位決定戦敗退
- 黄懐萱（女子49kg級）1回戦敗退

### テニス
- 盧彦勲（男子シングルス）1回戦敗退
- 詹皓晴、詹詠然（女子ダブルス）準々決勝敗退

### 馬術
- 汪亦岫（障害馬術個人）68位

### バドミントン
- 周天成（男子シングルス）準々決勝敗退
- 李勝木、蔡佳欣（男子ダブルス）グループリーグ敗退
- ウーティ蓉
- 戴資穎（女子シングルス）1回戦敗退
- 謝沛蓁

### ボート
- 黄義テイ（女子シングルスカル）25位

### ボクシング
- 頼主恩（男子ライト級）1回戦敗退
- 陳念琴（女子ミドル級）1回戦敗退

### 陸上競技
- 何尽平（男子マラソン）2時間26分00秒　100位
- 向俊賢（男子走高跳）2ｍ17　18位
- 陳傑（男子400ｍハードル走）50秒65　41位
- 黄士峰（男子やり投げ）74ｍ33　33位
- 謝千鶴（女子マラソン）2時間54分18秒　113位
- 陳宇セン（女子マラソン）3時間09分13秒　127位

### レスリング
- 陳ビン陵（女子69kg級）1回戦敗退